# Ayéma d’Adjarra FC
Ayéma d’Adjarra FC (vollständig Académie Sportive Ayéma d’Ajarra Football Club, kurz Ayéma FC) ist ein beninischer Fußballverein.

## Geschichte
Gegründet wurde der Verein am 22. November 2008. In der Spielzeit 2012/2013 der zweiten beninischen Liga gelang dem Club der Aufstieg in das Championnat National du Benin, die erste Liga des Landes. Die Erstligaspielzeit 2021/2022 schloss Ayéma FC auf Platz sieben ab.
Der Club trägt seine Heimspiele im 5000 Plätze fassenden Stade Municipal de Missérété aus.